# Patella aspera
Patella aspera es una especie de lapa, un molusco gasterópodo marino de la familia Patellidae. Por mucho tiempo fue considerada una subespecie de Patella ulyssiponensis, aunque la evidencia genética sugiere que son dos especies diferentes.

## Hábitat
Habita en Macaronesia., donde es conocida como «lapa brava». También se la conoce como «lapa de las Azores».